# 양해각서
양해각서(Memorandum of Understanding, MoU)는 정식계약 체결에 앞서 행정기관 또는 조직간 양해사항을 확인하기 위해 작성하는 문서로, 보통 법적 구속력은 갖지 않는다.

## 개요
양해각서가 사용되는 가장 대표적인 경우가 복수의 국가 행정기관 간의 계약을 체결하는 경우이다. 이같은 국제공법상의 양해각서는 조약의 일종으로 분류되지만, 체결의 수속이나 그에 따른 법적 구속력에 있어서는 실질적으로 큰 차이가 있다. 먼저, 양해각서의 체결에는 (보통의 조약의 체결에 있어서 필요로 하는) 국회에서의 승인 수속 같은 복잡한 절차는 필수적인 사항이 아니다. 그래서 복수의 국가 행정기관간의 제도 운용 등에 관한 체결은 양해각서의 형식을 취하는 경우가 많다. 또한 양해각서는 통상적으로 체결을 위반했을 경우에 대한 벌칙 등을 규정하지 않는다.
포괄적 의미의 양해각서 역시 법적 구속력이나 효력은 좁은 의미의 양해각서와 크게 다르지 않다. 다만 양해각서가 국가 대 국가뿐 아니라 국가기관 사이, 일반기관 사이, 일반기업 사이 등에서도 다양한 문서의 형태로 이루어질 수 있다는 점만 다르다. 기업 사이에 합의해 작성하는 양해각서는 주로 정식계약을 체결하기에 앞서, 쌍방의 의견을 미리 조율하고 확인하는 상징적 차원에서 이루어지는 것이 보통이다. 역시 법적 구속력은 없고, 기업을 공시할 때도 자발적 의무 공시사항은 아니지만, 위반했을 경우에는 도덕적 책임을 면하기 어렵다.

## 같이 보기
- 합의각서